# Goveđari
Goveđari so naselje na severozahodu otoka Mljeta, ki upravno spada pod občino Mljet; le-ta pa spada pod Dubrovniško-neretvansko županijo.

## Geografija
Goveđari ležijo v Narodnem parku Mljet sredi gričevnega sveta nad Velikim jezerom. Goveđari so edino večje naselje v narodnem parku.

## Prebivalci
| Pregled števila prebivalcev po letih | Pregled števila prebivalcev po letih | Pregled števila prebivalcev po letih | Pregled števila prebivalcev po letih | Pregled števila prebivalcev po letih | Pregled števila prebivalcev po letih | Pregled števila prebivalcev po letih | Pregled števila prebivalcev po letih | Pregled števila prebivalcev po letih | Pregled števila prebivalcev po letih | Pregled števila prebivalcev po letih | Pregled števila prebivalcev po letih | Pregled števila prebivalcev po letih | Pregled števila prebivalcev po letih | Pregled števila prebivalcev po letih | Pregled števila prebivalcev po letih |
| ------------------------------------ | ------------------------------------ | ------------------------------------ | ------------------------------------ | ------------------------------------ | ------------------------------------ | ------------------------------------ | ------------------------------------ | ------------------------------------ | ------------------------------------ | ------------------------------------ | ------------------------------------ | ------------------------------------ | ------------------------------------ | ------------------------------------ | ------------------------------------ |
| 1857                                 | 1869                                 | 1880                                 | 1890                                 | 1900                                 | 1910                                 | 1921                                 | 1931                                 | 1948                                 | 1953                                 | 1961                                 | 1971                                 | 1981                                 | 1991                                 | 2001                                 | 2011                                 |
| 118                                  | 163                                  | 128                                  | 179                                  | 169                                  | 240                                  | 317                                  | 348                                  | 274                                  | 283                                  | 286                                  | 238                                  | 182                                  | 179                                  | 165                                  | 151                                  |

## Zgodovina
Prvi prebivalci 1793. ustanovljenega naselja so prišli iz Babinega Polja in so benediktinski samostan, ki stoji na otočku Sveta Marija na Velikem jezeru, oskrbovali z govedino.